# Parque nacional de Talassemtane
El Parque nacional de Talassemtane se extiende sobre una dorsal calcárea en el Rif centro-occidental, en el norte de Marruecos, sobre una superficie de 58 000 ha.
Se trata de un territorio singular por la belleza excepcional de sus paisajes y por su gran biodiversidad. Se encuentra cerca de la ciudad de Chauen.
Presenta precipitaciones anuales que oscilan entre los 500 mm de los valles orientales hasta los más de 2000 mm. sobre las montañas más elevadas, abarcando los pisos bioclimáticos: termomediterráneo, mesomediterráneo, supramediterráneo y oromediterráneo.
El parque contiene 747 especies vegetales diferentes, de las cuales 47 son endémicas de Marruecos, 27 son endemismos iberoafricanos y 9 son endemismos argelino-marroquíes. Las especies vegetales presentes pertenecen al bosque mediterráneo, y entre ellas se pueden destacar: el pinsapo, el cedro del Atlas, el tejo, alcornoque, la encina, la tuya de berbería o araar, el boj balear, el acebuche, el labiérnago, el lentisco, el palmito, el madroños, así como tres especies de pinos, el pino carrasco, el pino rodeno y el pino laricio y, en algunas zonas más húmedas, el loro y el laurel.
Entre la fauna destaca la presencia del macaco de berbería.

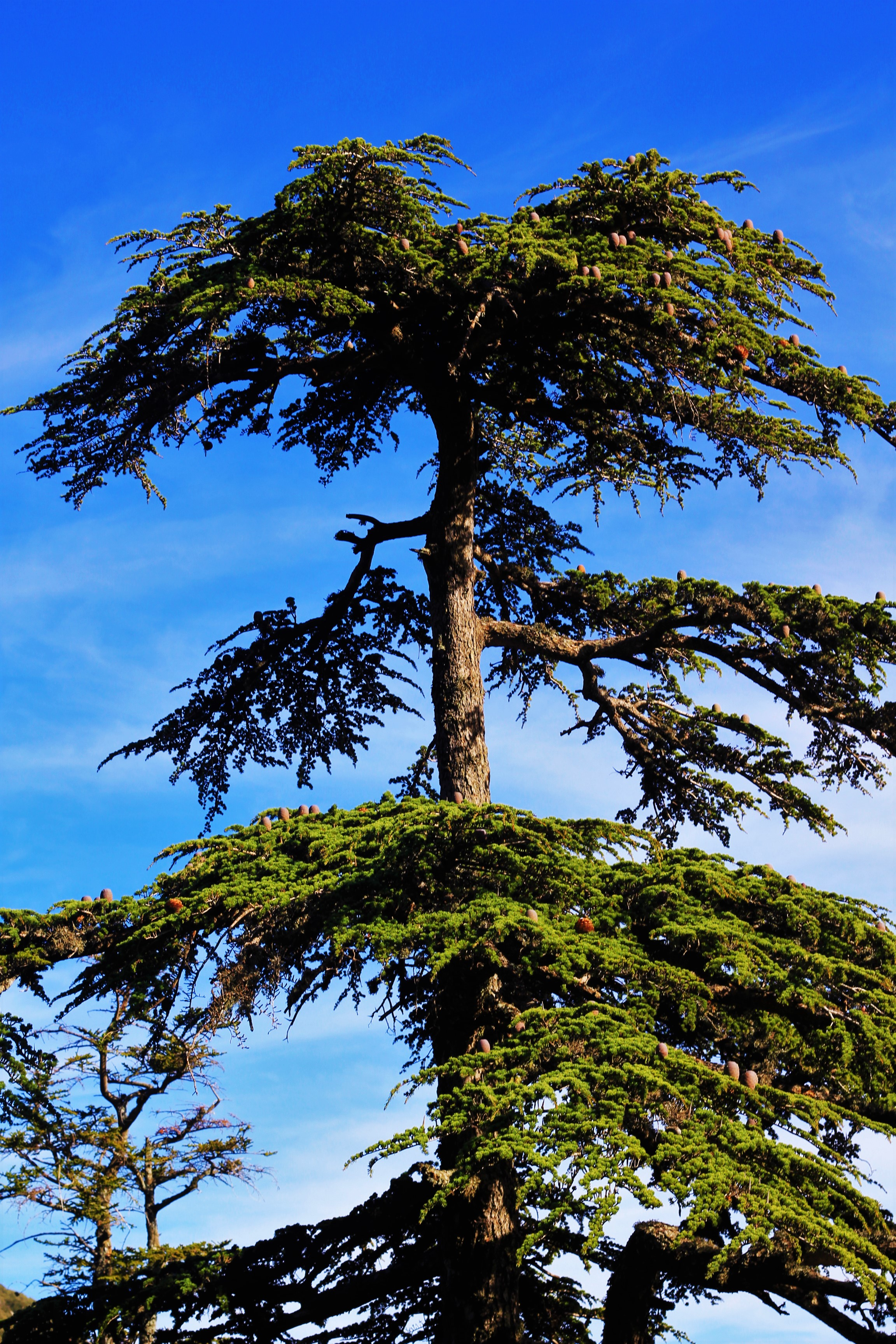
Cedro del Atlas (Cedrus atlantica), una conífera endémica de los bosques del norte de África, en Talssemtane.
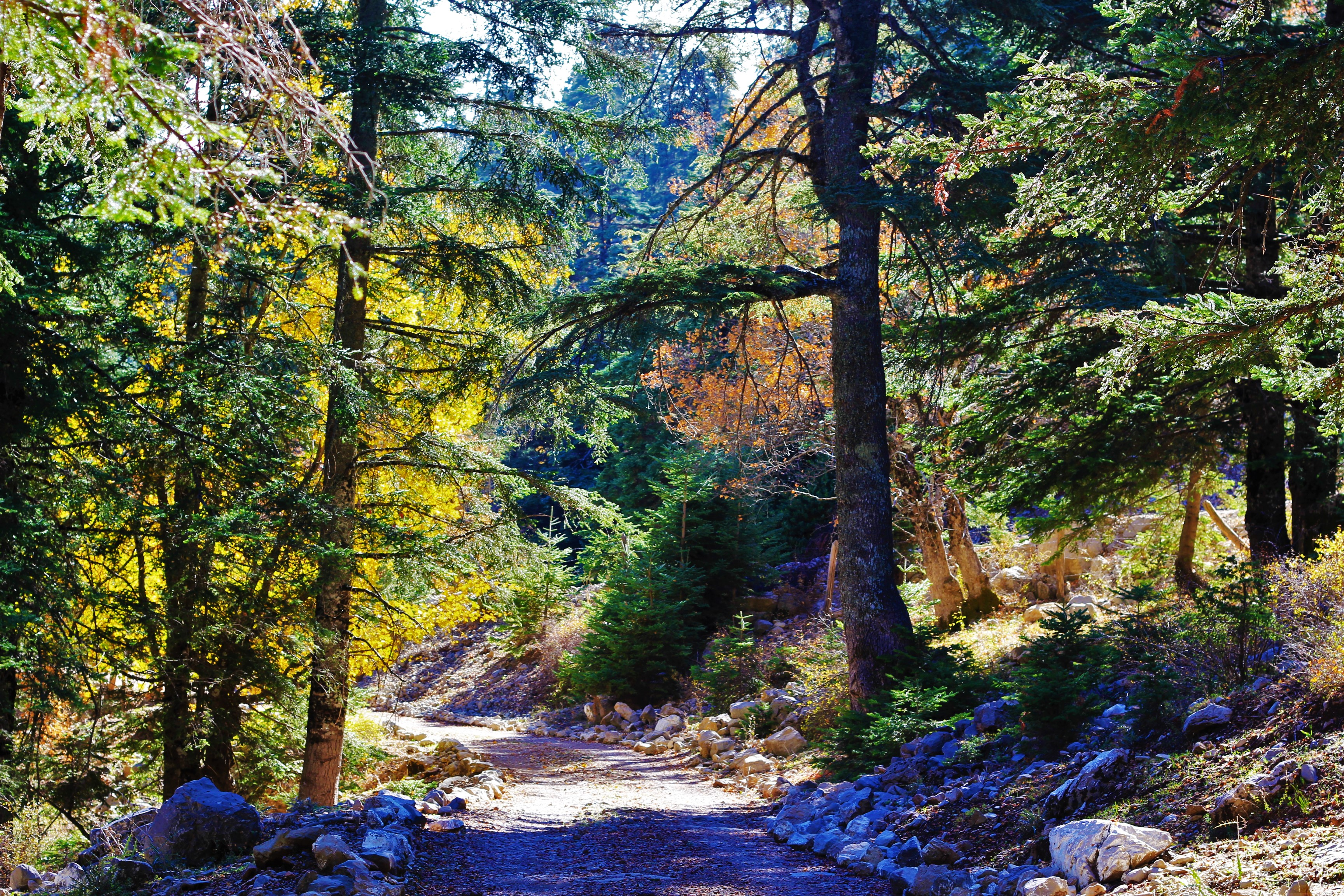
Sendero dentro del parque.
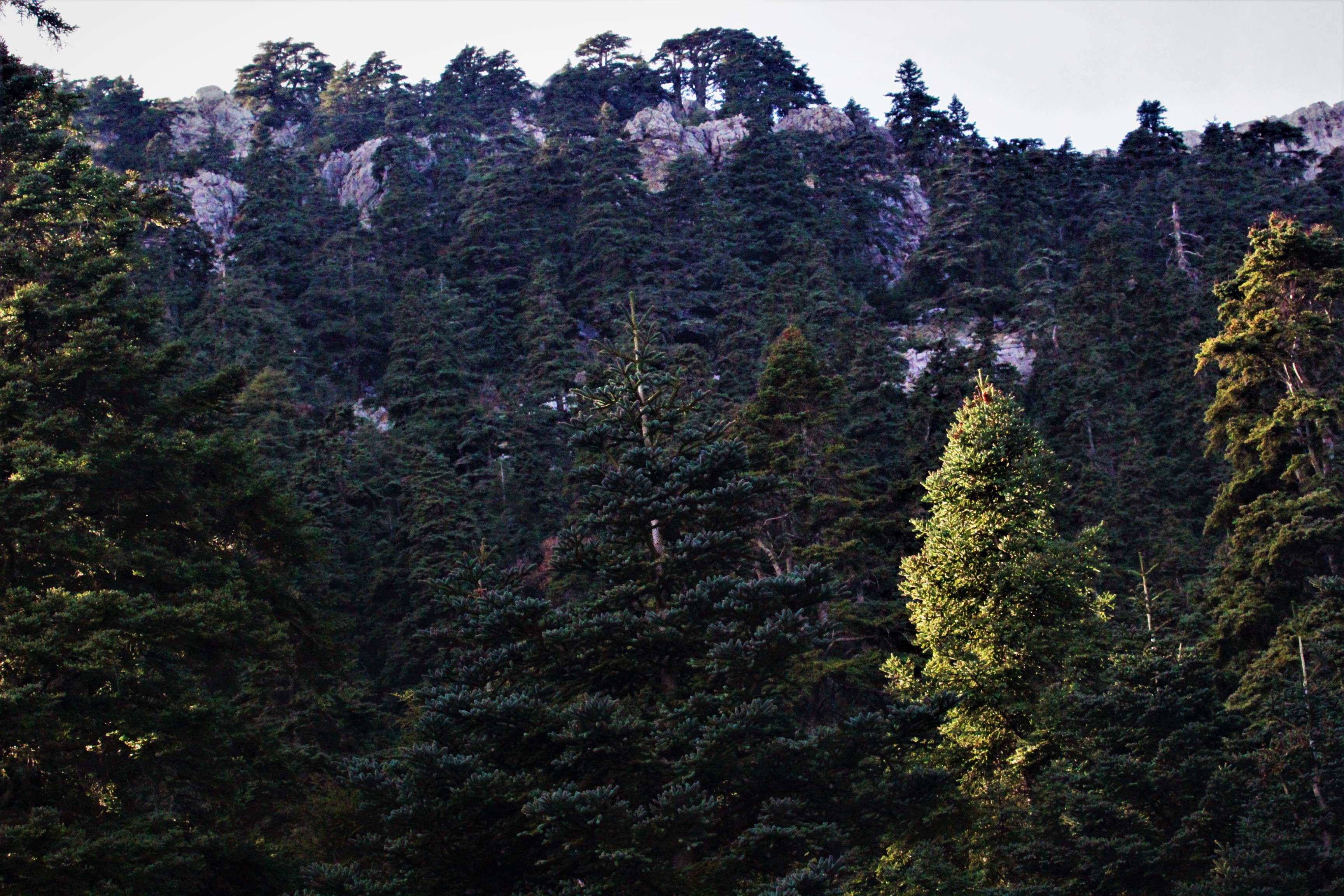
Pinsapos (Abies pinsapo), un abeto endémico del norte de Marruecos y sur de España.
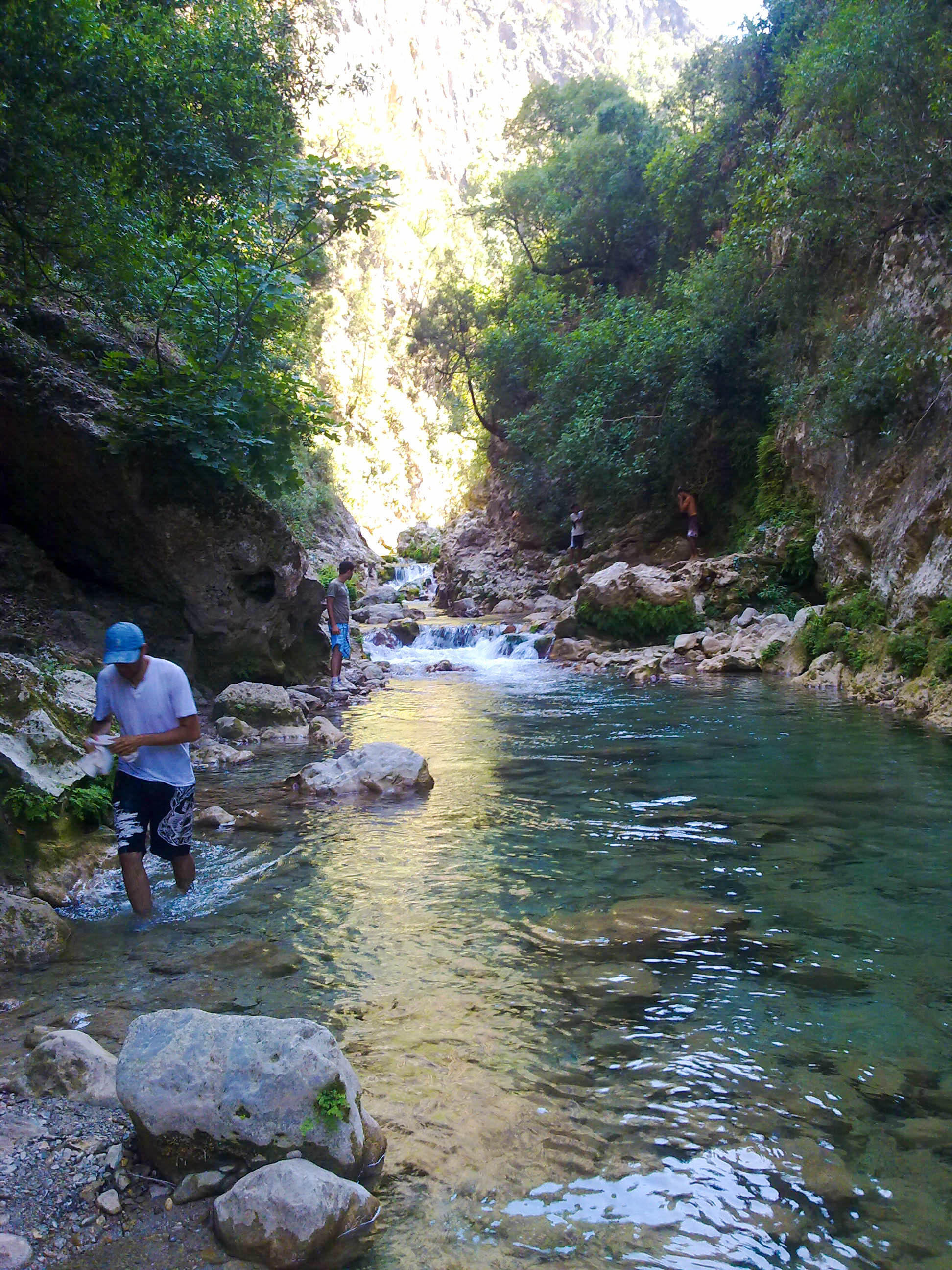
Río Talambot en el interior del Parque Nacional.
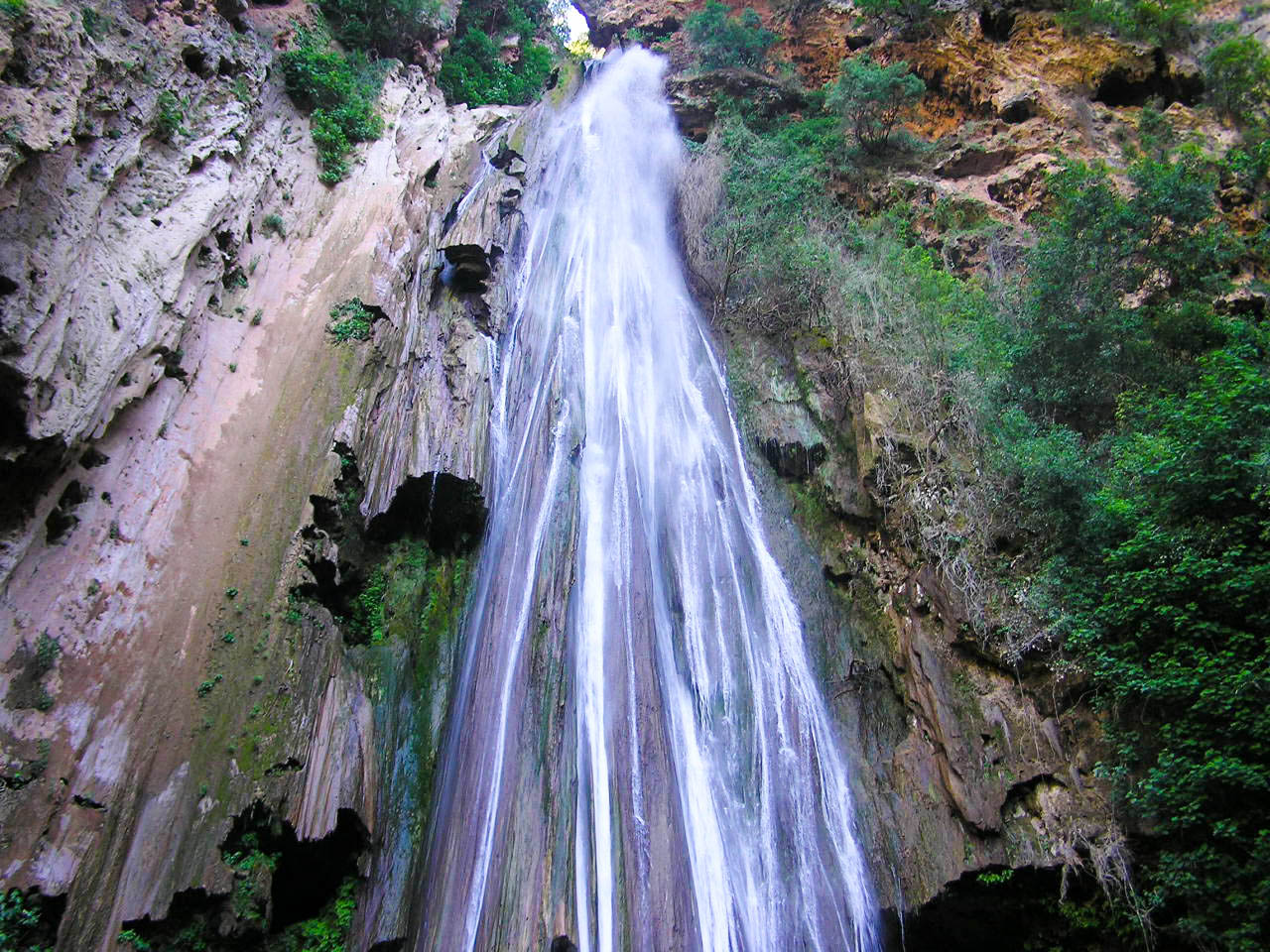
Cascada de Achor.